# Serik Kazbekow
Serik Nurachmethalijewycz Kazbekow (ukr. Серік Нурахметгалієвич Казбеков; ur. 12 stycznia 1970 w Ałmaty) – ukraiński wspinacz sportowy kazachskiego pochodzenia, trener. Specjalizował się w boulderingu, w prowadzeniu oraz we wspinaczce na czas. Wicemistrz świata we wspinaczce sportowej z 1993.

## Kariera sportowa
W 1993 w austriackim Innsbrucku wywalczył tytuł wicemistrza świata we wspinaczce sportowej, w konkurencji na czas, przegrał złoty medal mistrzostw świata w finale ze Rosjaninem Władimirem Niecwietajewem-Dołgalowem.
Wielokrotny uczestnik, medalistka prestiżowych, elitarnych zawodów wspinaczkowych Rock Master we włoskim Arco, gdzie w roku 2003 zdobył srebrny medal w konkurencji boulderingu.

## Osiągnięcia

### Mistrzostwa świata
| Konkurencje  | 1993  | 1995  | 1997  | 1999  | 2001 | 2003  | 2005 | 2007  |
| Bouldering   | —     | —     | 21-22 | —     | —    | 6     | 4    | 47-49 |
| Prowadzenie  | 29-31 | 13-14 | 35    | 39-40 | 10   | 24-25 | 7    | —     |
| Wsp. na czas | 2     | —     | —     | —     | —    | —     | —    | —     |

### Mistrzostwa Europy
| Konkurencje  | 1998 | 2000 | 2002 | 2004 | 2007 |
| Bouldering   | —    | —    | 4    | 10   | 34   |
| Prowadzenie  | 29   | 7    | 11   | 29   | —    |
| Wsp. na czas | 18   | —    | —    | —    | —    |

### Rock Master
| Konkurencje  | 1996 | 1999  | 2000  | 2001 | 2002 | 2003 | 2004 | 2005 |
| Bouldering   | —    | 10-11 | 12-16 | —    | —    | 2    | 6    | 5    |
| Prowadzenie  | 8    | —     | 7     | 7    | 10   | —    | —    | —    |
| Wsp. na czas | —    | 17    | —     | —    | —    | —    | —    | —    |

## Życie prywatne
Mąż Natalii Perłowej (ur. 1973), która uprawiała również wspinaczkę sportową, specjalizowała się w konkurencji boulderingu (w 2003 również została wicemistrzynią świata) z którą ma dwie córki; Jewheniję i Rafaełłę. Obie również uprawiają wspinaczkę sportową, starsza córka Jewhenija (ur. 1996) został mistrzynią świata juniorów w kategorii "B" w szkockim Edynburgu w 2010 roku. Na mistrzostwach świata w 2019 zajęła 4 miejsce w boulderingu.